# Abrostola fallax
Abrostola fallax là một loài bướm đêm trong họ Noctuidae.